# Landbäckerei Ihle
Die Landbäckerei Ihle GmbH & Co. KG ist eine Großbäckerei in Friedberg (Bayern).

## Geschichte
Das Unternehmen ist seit vier Generationen in Familienbesitz.

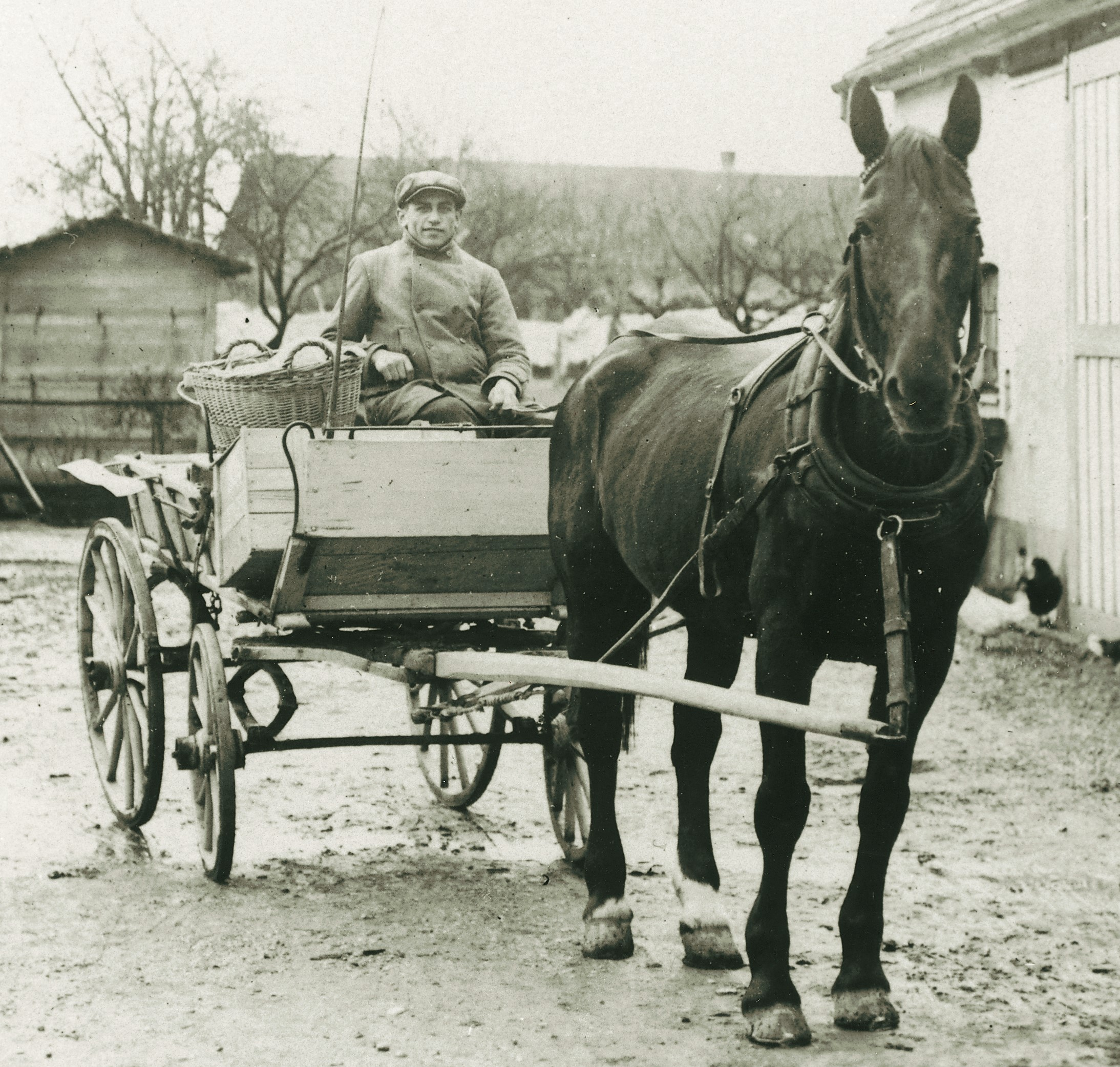
Georg Ihle ergänzt die Landwirtschaft 1890 mit einer kleinen Bäckerei

Die Anfänge der Bäckerei gehen ins Jahr 1890 zurück, als Georg Ihle seine kleine Landwirtschaft durch eine Bäckerei ergänzte. Sein erster Backofen stand im Freien und war die Geburtsstätte des heute noch produzierten Holzhackerbrotes. Gebacken wurde zunächst nur für die eigene Familie und einige Nachbarn.
Georgs Sohn Willi (I.) erlernte den Beruf des Bäckers in Augsburg, in der Karolinenstraße und ging einige Jahre auf Wanderschaft. In den 1930er Jahren verlegte er die Bäckerei nach Dasing. Dort siedelten sich damals aufgrund der neu entstehenden Autobahn München-Stuttgart viele Menschen neu an. Der Großvater der heutigen Geschäftsführer fuhr täglich eine Ladung Brot nach Augsburg und erhielt hierfür während des Kriegs Mehlbezugsscheine, die Großmutter eröffnete ein kleines Lebensmittelgeschäft.

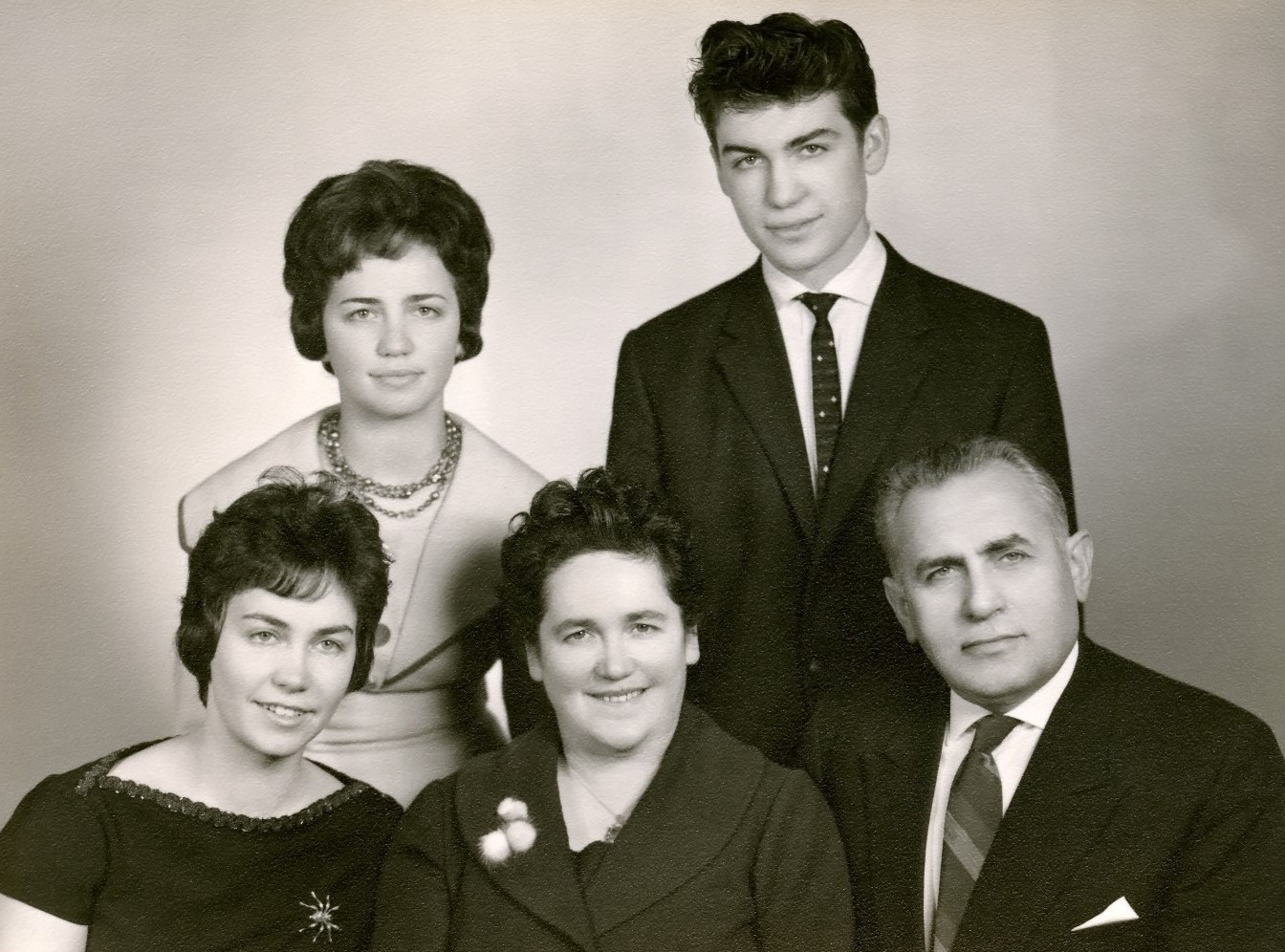
Willi Ihle I und Willi Ihle II um 1960

Dessen Sohn Willi Ihle (II.) erlernte ab 1960 das Bäckerhandwerk und stieg 1964 in die Familienbäckerei ein. Er baute in der Folgezeit das Geschäft aus. 1968 investierte er in eine Semmelstraße und wurde damit vom Dorfbäcker zum Lieferbäcker für große regionale Lebensmittelmärkte.
Mit der neuen Maschine ließen sich 10.000 Semmeln in der Stunde backen – die dann im 10er-Netz für 99 Pfg. in den Lebensmittelmärkten verkauft wurden.

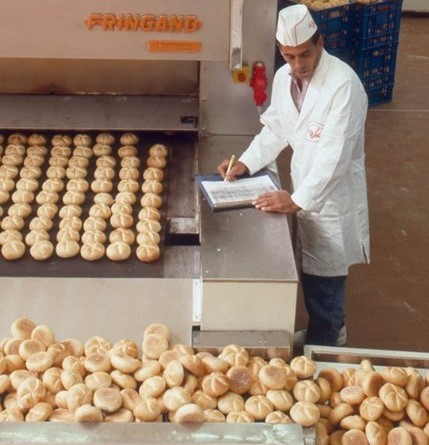
Die Semmelstraße 1968 – Sprung vom Dorfbäcker zum Lieferbäcker

1980 zog die Bäckerei an die Stadtgrenze von Augsburg nach Friedberg um. Die Bautafel verkündete stolz: „Hier entsteht die modernste Handwerksbäckerei Deutschlands“. Durch den hierdurch möglichen erheblichen Ausbau des Volumengeschäfts erfolgte sukzessive der Einstieg in das Filialgeschäft und die Ausweitung auf Brot und Feingebäck.

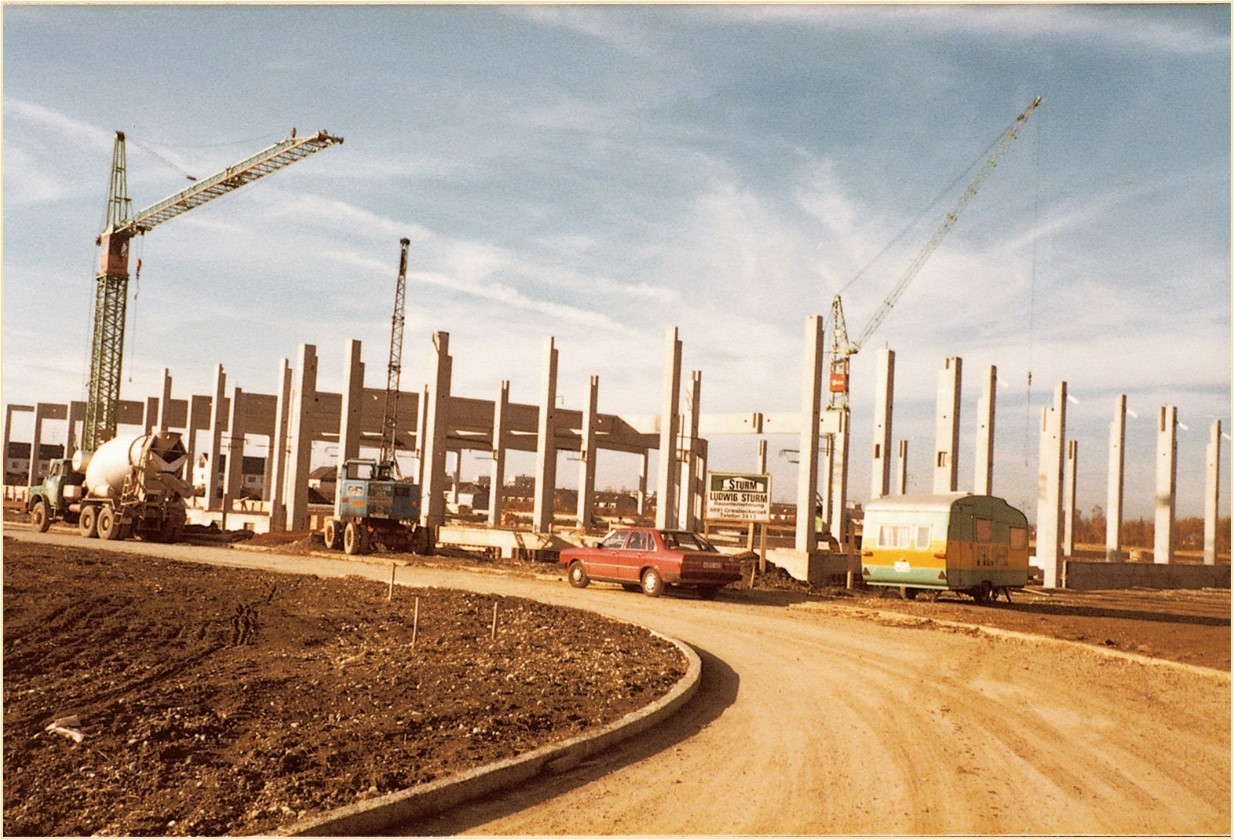
1980 Bau der Produktionsstätte in Friedberg bei Augsburg

Die Söhne von Willi Ihle (II.) begannen Mitte der 80er Jahre jeweils ihre Bäckerlehre und stiegen nach einem Studium in das Familienunternehmen ein: Willy (Peter) Ihle (III.) 1995 und Alexander Ihle 1999. Ihr Vater stieg im Jahr 2002 aus dem Unternehmen nach einer Übergangszeit aus, in der gemeinsame Werte, Ziele und Strategien festgelegt wurden.
2015 wurde das 125-jährige Firmenjubiläum gefeiert.
Im Juni 2017 wurde bekannt, dass 2014 und 2015 im Unternehmen Hygiene-Mängel festgestellt wurden. Die Großbäckerei nahm nach den aufgezeigten Hygiene-Mängeln in Friedberg hierzu Stellung und reagierte mit umfassenden Änderungen. So wurden nach Aussage von Ihle die älteren Produktionshallen saniert, das Reinigungspersonal deutlich aufgestockt und 4,4 Millionen Euro in die Produktion investiert. Seit dem Jahr 2016 gab es folglich nach eigenen Angaben bei den Kontrollen des Landratsamtes „nur noch geringfügige oder keine Mängel“ in der Produktion.

## Unternehmen

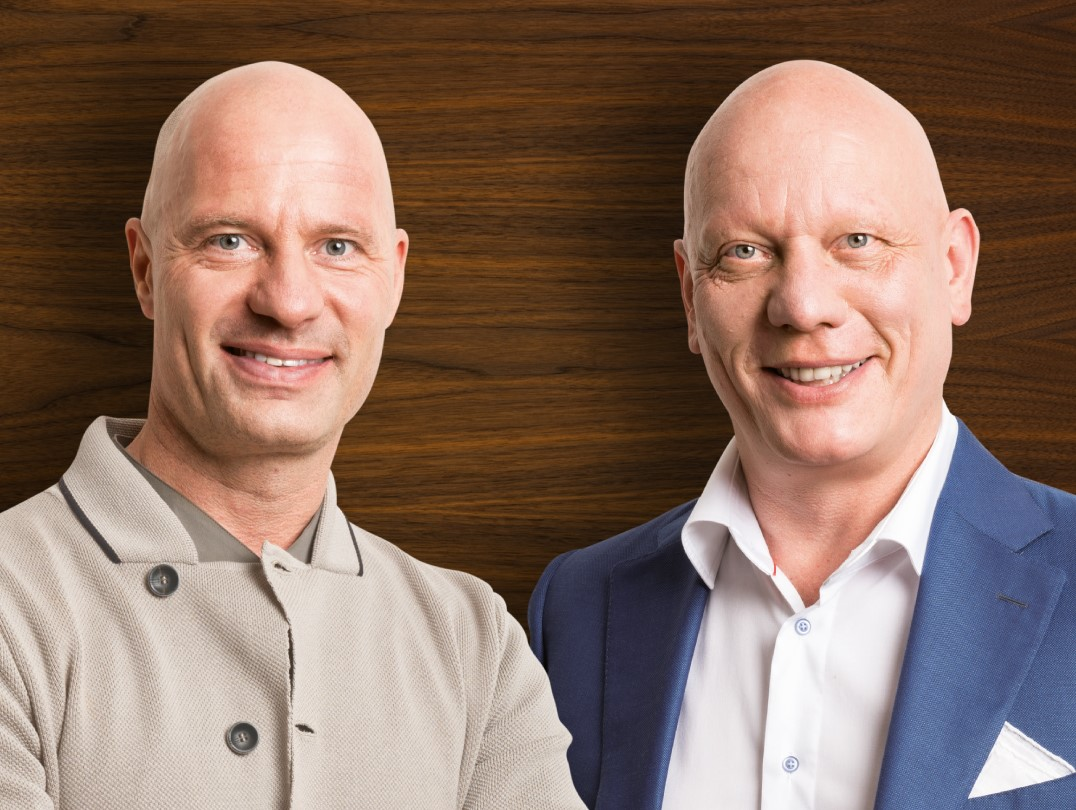
Wilhelm-Peter und Alexander Ihle – die 4. Generation des Familienbetriebs

Bei der Landbäckerei Ihle GmbH & Co. KG handelt es sich um die Holding mehrerer Unternehmen, die jeweils 100 % an folgenden Firmen hält:
- Komplementär der Landbäckerei Ihle GmbH & Co. KG: Landbäckerei Ihle Verwaltungsgesellschaft mbH Friedberg
- IVV GmbH & Co. KG Friedberg (Komplementär IVV Verwaltungsgesellschaft mbH Friedberg)
- ITL GmbH & Co. KG Friedberg (Komplementär ITL Verwaltungsgesellschaft mbH)

Die Eigenfilialen werden von der Landbäckerei Ihle GmbH betrieben (Anteil der Holding 47 %), die auch Verpächterin der Standorte ist, die von selbstständigen Pächtern im eigenen Namen und auf eigene Rechnung ähnlich einer Franchise betrieben werden.

## Wirtschaftsdaten
2006 lag der Umsatz bei knapp 100 Millionen Euro, 2020 waren es über 212 Mio. Euro.
Das Unternehmen hat – direkt und indirekt (über die selbständigen Pächter) – etwa 2.400 Mitarbeiter an 250 Standorten in Lohn und Brot. Es ist damit einer der größten Betriebe dieser Art in Deutschland.

## Standorte
Die 250 Filialen befinden sich vor allem im Raum Augsburg, aber auch im Raum München sowie in anderen Orten in Südbayern. Sie werden teilweise in Eigenregie betrieben, teilweise von selbständigen Pächtern.
Der nördlichste Standort ist in Wassertrüdingen (Höhe Dinkelsbühl – Eigenbetrieb), der südlichste in Mittenwald (Pachtbetrieb). Der westlichste in Memmingen (Eigenbetrieb), der östlichste in Erding (Pachtbetrieb).
Ein zweiter Produktionsstandort neben dem Haupthaus in Friedberg bei Augsburg befindet sich bei Gersthofen - hier wurde weiter in die Tiefkühlproduktion investiert; der Standort soll die weitere Expansion vor allem im Raum München sicherstellen. In Gersthofen wird sich auch das Entwicklungszentrum befinden, während der Stammsitz weiterhin in Friedberg bleiben soll.